# Jabriell
Gabriel Alberto Ortíz Vélez conocido artísticamente como 'Jabriell' es un cantante, compositor, productor musical dominicano. Sus estilos musicales son generalmente definidos como Reggaetón, trap latino y baladas, aunque también ha interpretado otros géneros y estilos variados.

## Carrera
'Jabriell' debutó internacionalmente con el sencillo Lo Prefieres A El en el año 2017 bajo el sello discográfico C Money Records.[cita requerida]
Ese mismo año lazó el tema Na Que Na y posteriormente en el año 2018 lazó el sencillo Eres de Otro en colaboración con el legendario rapero dominicano Lapiz Conciente.[cita requerida]
En el 2019 lanzó varios temas entre los que se destacan A Dónde Se Fue, Normal y Comerte obteniendo una buena aceptación del público a nivel internacional.[cita requerida]
En el 2020 lanzó dos nuevos temas titulados Videito y Buenísima apostando a la música urbana con letras limpias, posteriormente lanzó un tema titualo Trastornos que obtuvo una amplia aceptación a nivel internacional. En el 2022 lanzó un nuevo tema titulado Bendita Nota logrando destronar al puertorriqueño Bad Bunny del "Top 50" de Spotify en República Dominicana.